# La Ferté-Bernard
La Ferté-Bernard is een gemeente in het Franse departement Sarthe (regio Pays de la Loire). De plaats maakt deel uit van het arrondissement Mamers. La Ferté-Bernard telde op 1 januari 2022 8.769 inwoners.

## Geschiedenis
De plaats kreeg in de 11e eeuw een stadsmuur; de naam van de stad is trouwens afgeleid van Firmitas Bernardi ("de versterking van Bernard"). In de stad vond een mislukt overleg plaats tussen Hendrik II van Engeland en Filips II van Frankrijk. De stad vormde een militair steunpunt voor de Franse koning tegen de Franse gebieden van de Plantagenets. In 1424 werd de stad na een maandenlang beleg ingenomen door Thomas Montagu, graaf van Salisbury. Twee jaar later werd de stad teruggegeven aan de Fransen.
Het einde van de Honderdjarige Oorlog leidde een periode van voorspoed in. De economie bloeide door de textielnijverheid en de veeteelt. Runderen op weg naar de slachthuizen van Parijs werden in de streek vetgemest. De kerk werd hersteld en uitgebreid.
In de 19e eeuw kwam er industrie door de goede treinverbinding met Parijs. Langs de Huisne kwamen papierfabrieken.

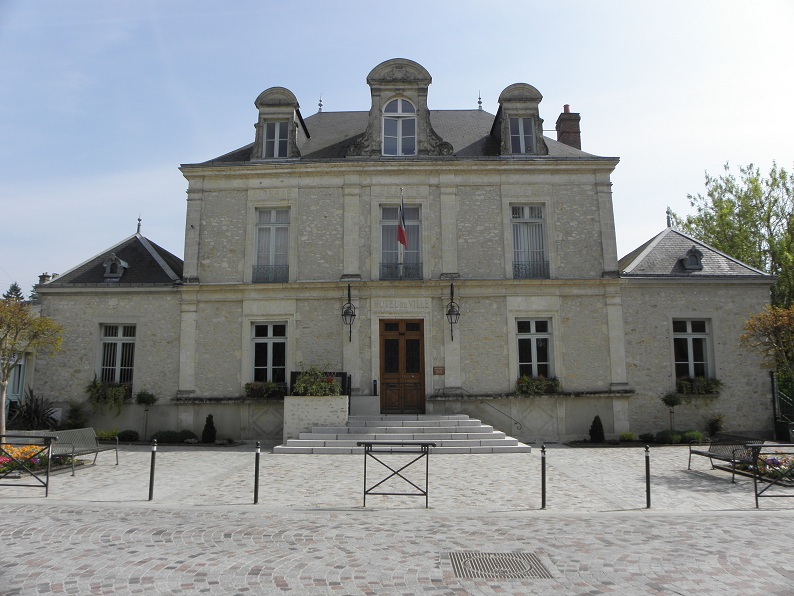
Gemeentehuis
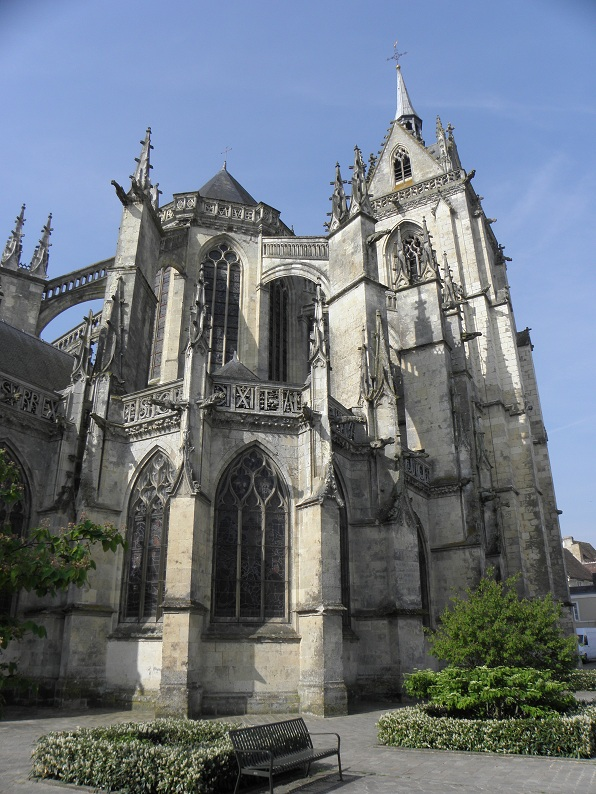
Kerk Notre-Dame des Marais

## Geografie
De oppervlakte van La Ferté-Bernard bedroeg op 1 januari 2022 14,96 vierkante kilometer; de bevolkingsdichtheid was toen 586,2 inwoners per km². De Huisne stroomt door de gemeente.
De onderstaande kaart toont de ligging van La Ferté-Bernard met de belangrijkste infrastructuur en aangrenzende gemeenten.

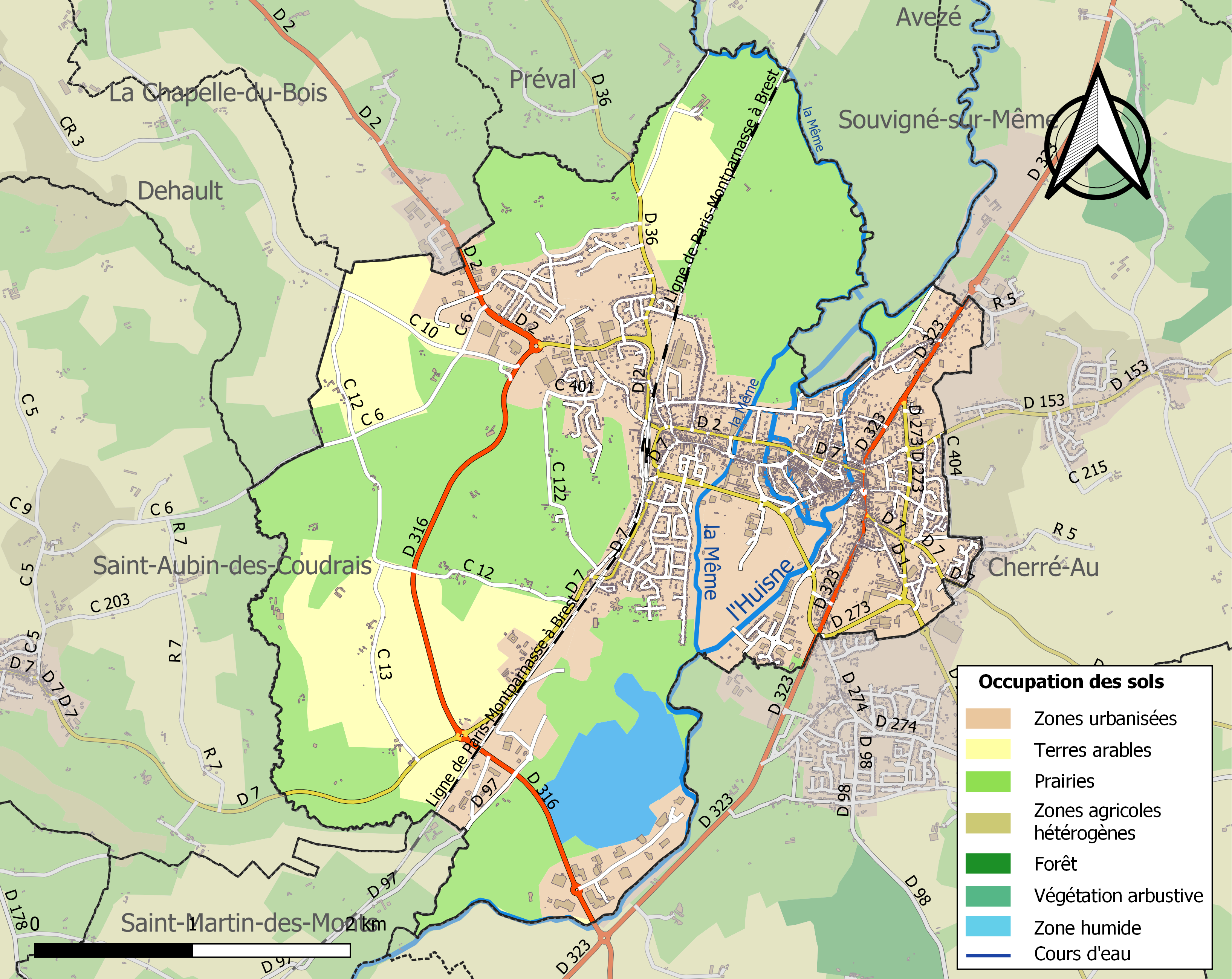

## Verkeer en vervoer
In de gemeente ligt spoorwegstation La Ferté-Bernard.

## Demografie
Onderstaande figuur toont het verloop van het inwonertal (bron: INSEE-tellingen).

## Geboren
- Jean Glapion (ca. 1460-1522), minderbroeder en theoloog
- Robert Garnier (ca. 1545-1590), dichter en toneelschrijver
- Nicolas Edet (1987), wielrenner